# 깁슨 기타 제품 목록
이 문서는 가나다순으로 나열한 깁슨 (기업)의 제품들을 분류한 목록이다. 목록에는 에피폰과 같은 다른 깁슨의 브랜드를 제외한다.

## 베이스 기타
- Les Paul
- Thunderbird
- EB
  - EB-0
  - EB-1
  - EB-2
  - EB-3

## 어쿠스틱 기타
- Hummingbird
- Dove
- J Series
  - J-30
  - J-45
  - J-50
  - J-100
  - J-150 Maple
  - J-160E
  - J-180
  - J-185
  - J-200
  - J-250 Monarch
  - J-2000

## 일렉트릭 기타

### 솔리드 바디 기타
- 깁슨 SG
- 깁슨 레스폴
  - 스탠다드
  - 스튜디오
  - 주니어
  - 스페셜
  - 더블컷
  - 커스텀

### 할로우 바디 기타
- ES 시리즈
  - ES-330
  - ES-335
  - ES-345
  - ES-355

## 같이 보기
- 깁슨 (기업)